# Vavpča vas pri Dobrniču
Vavpča vas pri Dobrniču – wieś w Słowenii, w gminie Trebnje. W 2018 roku liczyła 50 mieszkańców.